# جون روبنسون (سياسي)
جون روبنسون (بالإنجليزية: John Robinson)‏ هو سياسي أمريكي، ولد في 17 نوفمبر 1972. حزبياً، نشط في الحزب الجمهوري. وقد انتخب عضو مجلس نواب مين (2005 – 2010).